# Canadian Broadcasting Centre
Pour les articles homonymes, voir CBC.

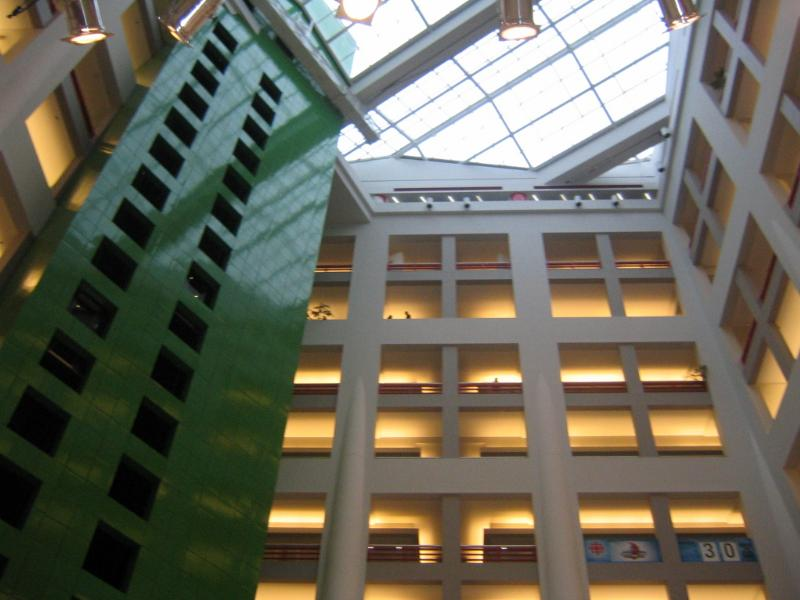
Vue depuis l'intérieur de l'atrium Barbara Frum

Le Centre canadien de radiodiffusion ou CBC, situé à Toronto, Ontario, est le siège social et le point de contrôle des services de radio et de télévision en langue anglaise de la Société Radio-Canada. Le bâtiment comporte également certains studios pour les productions locales et régionales en langue française et est la maison de la North American Broadcasters Association.
Le Centre canadien de radiodiffusion est situé au 250 Front Street Ouest dans le centre-ville de Toronto, directement en face de la rue du Metro Toronto Convention Centre. Il est proche de la Union Station, du Rogers Centre, et de la Tour CN. Il est également relié au réseau de chemins souterrain PATH.
Elle est l'homologue des services en langue française de la Société Radio-Canada, la nouvelle Maison de Radio-Canada, située à Montréal, Québec.

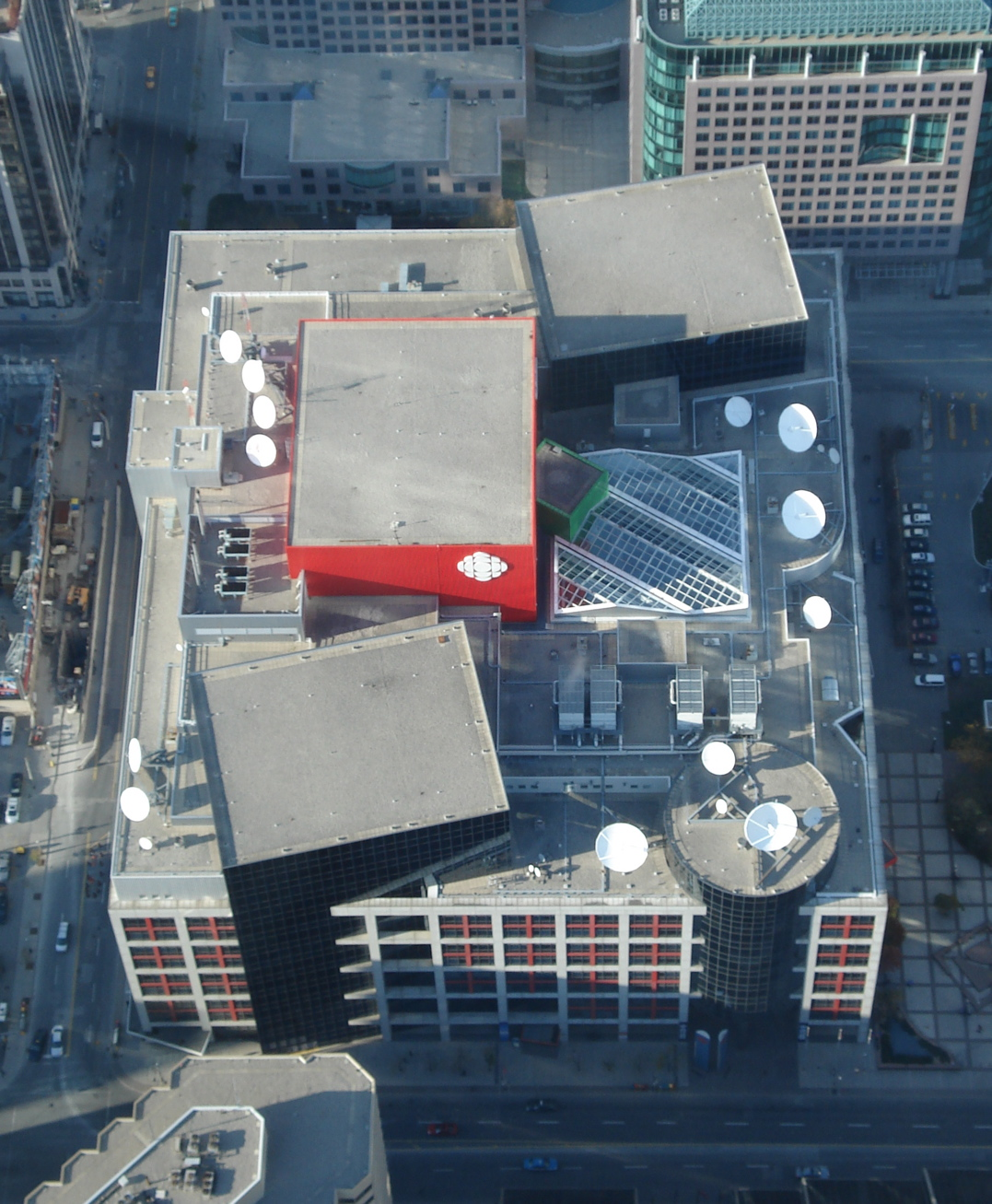
Le toit du Centre canadien de radiodiffusion vu du ciel depuis la Tour CN, Studio 40 au centre, aux côtés des studios 41 et 42